# Александер Карр
Александер Карр (англ. Alexander Carr; 7 березня 1878, Ромни — 19 вересня 1946, Лос-Анджелес) — актор сцени та екрану, письменник та цирковий артист. Старший брат актора Ната Карра.

## Біографія
Народився 7 березня 1878 року у місті Ромни (тоді — Російська імперія).
Вперше вийшов на сцену в музичному залі в Сент-Полі, штат Міннесота. Пізніше з'явився в театрах Луїсвілля, Нешвілла та Буффало.
У Чикаго виступав у театрі Трокадеро.
Перша поява в Нью-Йорку відбулася в театрі «Сіркл» у 1904 році.
Створив сценічний тандем з другом Барні Бернардом. Починаючи з 1913 року, вони з'явилися в тривалій етнічній єврейській п'єсі «Потатш» і «Перлмуттер» — одній з найуспішніших п'єс на Бродвеї початку ХХ століття. Карр виконував роль Морріса (* або етнічно Mawlruss) Перлмуттера. Вистава була адаптована до німого фільму у 1923 році та продовженні через рік після смерті Бернарда.
Окрім фільмів про Поташа, Карр епізодично знімався у німому кіно. Після появи звукових фільмів став зніматись частіше.
Останній фільм з Карром випущений у 1940 році.
Помер у Лос-Анджелесі в 1946 році.

## Фільмографія
- Поташ і Перлмуттер (1923 рік)
- У Голлівуді з Поташем та Перлмуттером (1924 рік)
- Знову партнери (1926 рік)
- The Beautiful Cheat (1926 рік)
- Квітневий дурень (1926 рік)
- Кінець світу (фільм, 1929) (1929 рік) (короткометражний)
- Без великої любові (1932 рік)
- У центрі Нью-Йорка (1932 рік)
- Поцілунок смерті (1932 рік)
- Загіпнотизований (1932 рік)
- Її чудова дурість (1933 рік)
- Постійна жінка (1933 рік)
- Повна ніч (1933 рік)
- Я ненавиджу жінок (1934 рік)
- Скриватись (1934 рік) (не вказаний у титрах)
- Різдво у липні (1940 рік)